# آصف‌آباد (زرقان)
آصف‌آباد (شیراز)، روستایی از توابع بخش زرقان شهرستان شیراز در استان فارس ایران است.

## جمعیت
این روستا در دهستان رحمت‌آباد قرار دارد و براساس سرشماری مرکز آمار ایران در سال ۱۳۸۵، جمعیت آن ۱۱۲ نفر (۳۰خانوار) بوده‌است.